# Спартансбург (Пенсільванія)
Спартансбург (англ. Spartansburg) — місто (англ. borough) в США, в окрузі Кроуфорд штату Пенсільванія. Населення — 281 особа (2020).

## Географія
Спартансбург розташований за координатами 41°49′24″ пн. ш. 79°40′55″ зх. д. / 41.82333° пн. ш. 79.68194° зх. д. (41.823237, -79.681817).  За даними Бюро перепису населення США в 2010 році місто мало площу 1,83 км², з яких 1,76 км² — суходіл та 0,08 км² — водойми.

## Демографія
Згідно з переписом 2010 року, у селищі мешкало 305 осіб у 126 домогосподарствах у складі 89 родин. Густота населення становила 166 осіб/км².  Було 139 помешкань (76/км²).
Расовий склад населення:
| - 100,0 % — білих |

До двох чи більше рас належало 0,0 %. Частка іспаномовних становила 0,0 % від усіх жителів.
За віковим діапазоном населення розподілялося таким чином: 23,6 % — особи молодші 18 років, 59,0 % — особи у віці 18—64 років, 17,4 % — особи у віці 65 років та старші. Медіана віку мешканця становила 43,1 року. На 100 осіб жіночої статі у селищі припадало 113,3 чоловіків;  на 100 жінок у віці від 18 років та старших — 102,6 чоловіків також старших 18 років.
Середній дохід на одне домашнє господарство  становив 50 597 доларів США (медіана — 42 083), а середній дохід на одну сім'ю — 55 659 доларів (медіана — 49 250). Медіана доходів становила 41 500 доларів для чоловіків та 38 333 долари для жінок. За межею бідності перебувало 10,0 % осіб, у тому числі 26,7 % дітей у віці до 18 років та 0,0 % осіб у віці 65 років та старших.
Цивільне працевлаштоване населення становило 140 осіб. Основні галузі зайнятості: роздрібна торгівля — 22,1 %, виробництво — 21,4 %, освіта, охорона здоров'я та соціальна допомога — 16,4 %, мистецтво, розваги та відпочинок — 13,6 %.